# Sargento Neri
Rubens Cláudio Siqueira Neri (Lins, 28 de outubro de 1969), mais conhecido como Sargento Neri, é um policial militar  e político brasileiro, filiado ao PL, atualmente é vereador na cidade de Garça, eleito em 2024 com 373 votos para o mandato 2025-2028.  

## Biografia
Rubens Cláudio Siqueira Neri nasceu na cidade de Lins, em 28 de outubro de 1969. 
Mais conhecido como Sargento Neri, foi criado em Vera Cruz e reside na cidade Garça, possui amigos e correligionários nos municípios de Marília, Ribeirão Preto, Araçatuba, Ibiúna, Bauru, região do ABCD e Baixada Santista.
É 1º Sargento da Polícia Militar do Estado de São Paulo, casado, pai de cinco filhos e cristão.  
Foi eleito para seu primeiro mandato como deputado estadual (2019/2022), com 34.238 votos.
FORMAÇÃO ACADÊMICA POLICIAL MILITAR E BACHARELADO
CFSD - CURSO DE FORMAÇÃO DE SOLDADO
- Técnico de Policia Ostensivo e Preservação da Ordem Pública Agosto de 1992 a Abril de 1993;
CFS - CURSO DE FORMAÇÃO DE SARGENTO
- Tecnólogo - Segurança Pública - I
- Tecnólogo de Policia Ostensivo e Preservação da Ordem Pública - | - São Paulo, SP MARÇO 2001 – FEVEREIRO 2002;
CAS - CURSO DE APERFEIÇOAMENTO DE PRAÇA
-Tecnólogo - Segurança Pública - II
- Tecnólogo de Polícia Ostensiva e Preventiva da Ordem Pública - II - São Paulo, SP
Março de 2015 a Junho de 2015
Bacharel em Direito aprovado pela OAB (Ordem dos Advogados do Brasil), no ano de 2013.
Pós-graduando em Direito Militar (em andamento)
CARREIRA POLICIAL MILITAR
Na Polícia Militar do Estado de São Paulo, traçou brilhante carreira recebendo diversas condecorações e premiações tais como:
- Láurea de 5° Grau | 1997
- Láurea de 4° Grau | 1998
- Láurea de 3° Grau | 2000
- Láurea de 2° Grau | 2001
- Láurea de 1° Grau | 2004
COMANDO GERAL DA POLICIA MILITAR DO ESTADO DE SÃO PAULO
- Totem e Certificado de Honra ao Mérito Novembro, 2007
- Totem e Certificado de Honra ao Mérito| Outubro, 2010
ASSOCIAÇÃO DOS POLICIAIS MILITARES PORTADORES DE DEFICIÊNCIA DO
ESTADO DE SÃO PAULO
- Medalha Eterno Guerreiro | Outubro, 2015
ABFIP - Associação Brasileira das Forças Internacionais de Paz ONU
- Medalha Cinquentenário das Forças de Paz do Brasil | Abril, 2016
- Medalha da Ordem do Mérito Jubileu de Brilhante do Batalhão de SUEZ | Outubro, 2016,
- Medalha de Tiradentes | Novembro, 2016
AGC - Associação dos Guerreiros e Combatentes
- Totem e Certificado de Mérito Profissional | Setembro, 2016
CRISTO POL BRASIL
- Medalha - Policial da Paz | Agosto, 2014
- Medalha - Coração de Daví | Agosto, 2015
O Deputado Estadual Sargento Neri ocupada a cadeira de número 27 da Academia Brasileira de Ciências, Artes, História e Literatura, uma entidade em atividade desde 1910. Foi homenageado pela academia por duas vezes com a Medalha "Homens de Honra".
MANDATO PARLAMENTAR
Ocupou no primeiro biênio da legislatura a Vice-presidência da Comissão de Segurança Pública e Assuntos Penitenciários e a Vice-Presidência do Conselho de Defesa das Prerrogativas Parlamentares.
Destacou-se em 2020, quando propôs na Assembleia Legislativa do Estado de São Paulo a criação de um grupo, que posteriormente seria denominado “Parlamentares em Defesa do Orçamento - PDO" cujo objetivo é fiscalizar os gastos públicos nas ações de combate a pandemia causada pelo novo coronavírus (COVID-19).
Criou a Frente Parlamentar Cristã, também a Frente Parlamentar em Defesa dos Direitos e Interesses dos Pequenos Agricultores em Assentamentos de Terras.
Para cuidar da saúde do policial militar, firmou parcerias com o Hospital Amaral Carvalho, na cidade de Jaú, e com Unicamp para o atendimento e os seguintes tratamentos: o primeiro para cirurgias oncológicas e transplante de medula óssea. O segundo para cirurgias cardíacas, neurológicas e ortopédicas (próteses e correção).
Uma das suas bandeiras é a luta em favor da pessoa com Transtorno do Espectro do Autismo (TEA).
HONRARIAS
Em 2019 - Título de Cidadão Honorário da cidade de Barretos, em proposta de autoria do vereador Raphael Oliveira;
Em 2021- Título de Cidadão Honorário da cidade de Ribeirão-Preto, em proposta de autoria vereador Luciano Mega;
Em 2022 - Título de Cidadão Honorário da cidade de Oscar Bressane, em proposta de autoria do vereador Uilson Aparecido Honorato;
Em 2022 - Título de Cidadão Honorário da cidade de Bananal, em proposta de autoria do vereador Luiz Cosme Martins de Souza.
Em 2022 - Título de Cidadão Honorário da cidade de Vera Cruz, em proposta do vereador Marcelo Yutaka.
O Deputado Estadual Sargento Neri, é autor do Projeto de Lei Complementar 40/2019, que insere dispositivos a Lei n° 452, de 2 de outubro de 1974, que institui a caixa beneficente da Policia Militar, estabelece os regimes de pensão e de assistência médico-hospitalar e odontológica e dá providências correlatas. O mesmo tornou- se Lei Complementar n° 1.365, de 22 de dezembro de 2021 - o pagamento da pensão a viúva ou dependentes de policial militar que falece deverá ser paga imediatamente, entre a data do óbito e o deferimento do beneficio, ou seja, em no máximo 30 dias.
Também é de autoria do deputado Sargento Neri o Projeto de Lei 998/2019 que autoriza a aplicação de sanção administrativa de multa em casos de importunação sexual registrados no Estado de São Paulo, gerando mais proteção as mulheres paulistas. O projeto foi aprovado na Alesp em dezembro 2022, aguardando ser sancionada pelo governador.  

## Destaques
Destacou-se em 2020, quando propôs na Assembleia Legislativa do Estado de São Paulo a criação de um grupo, que posteriormente seria denominado ¨Parlamentares em Defesa do Orçamento - PDO¨ cujo objetivo é fiscalizar os gastos públicos nas ações de combate a pandemia causada pelo novo coronavírus (COVID-19).  

### Fiscalização no Hospital de Campanha do Anhembi
Foi destaque em junho de 2020 durante a pandemia causada pelo coronavírus, quando junto com outros deputados estaduais integrantes do Grupo PDO, realizou fiscalização no hospital de campanha do Anhembi. Segundo a prefeitura de São Paulo, eles agiram de maneira desrespeitosa com os funcionários presentes, agredindo verbalmente e moralmente os mesmos, bem como pacientes internados. Colocaram em risco a própria saúde e de todos presentes, já que inicialmente não estavam com os equipamentos de proteção adequados. Ocorre que diferente do que foi divulgado na Nota da Prefeitura, os Deputados haviam notificado a Secretaria de Saúde do Município e receberam autorização para sua entrada por uma funcionária da Organização Social que administra parte da estrutura local. Quanto ao uso dos equipamentos de proteção individual foi constato nas filmagens que os próprios parlamentares solicitaram a sua utilização na entrada do complexo de saúde.
A ação ganhou bastante repercussão na grande mídia, sendo noticiada em todos os telejornais das emissoras de TV aberta.